# 楊丞琳影視作品列表
楊丞琳出演多部電視劇。

## 電視劇
| 年份 | 播出頻道                   | 劇名             | 飾演           | 備註       |
| 2001 | 華視、東風、亞視           | 流星花園         | 小優           | 女配角     |
| 2001 | 華視、東風、亞視           | 流星雨之西門篇   | 小優           | 單元女主角 |
| 2001 | 東風                       | 陽光果凍         | 丞琳           | 客串       |
| 2002 | 中視、亞視                 | 愛情白皮書       | 袁成美         | 第一女主角 |
| 2002 | 三立都會台、台視           | 花香番外篇       | 小小           | 第一女主角 |
| 2003 | 中視、東森戲劇台           | 粉紅教父小甜甜   | 包小婷、陳天使 | 第一女主角 |
| 2003 | 中視、東森戲劇台           | 原味的夏天       | 楊盼盼         | 第一女主角 |
| 2004 | 華視、八大綜合台           | 候鳥e人          | 江丁韓         | 女配角     |
| 2004 | 中視、東森戲劇台           | 極速傳說         | Juliet（高雲） | 第一女主角 |
| 2004 | 東森戲劇台                 | 天空之城         | 陸彬燕         | 第二女主角 |
| 2005 | 衛視中文台                 | 聊齋系列之阿寶篇 | 趙寶玉（阿寶） | 單元女主角 |
| 2005 | 中視、東森戲劇台           | 惡魔在身邊       | 齊悅           | 第一女主角 |
| 2005 | 三立都會台                 | 大熊醫師家       | 丞琳           | 客串       |
| 2005 | 華視                       | 莒光園地攏是冠軍 | 小鈴           | 女配角     |
| 2007 | 華視、八大綜合台           | 換換愛           | 童嘉蒂         | 第一女主角 |
| 2008 | 華視、東森戲劇台           | 不良笑花         | 蔣小花         | 第一女主角 |
| 2009 | 中視、八大綜合台           | 愛就宅一起       | 陳默默         | 第一女主角 |
| 2009 | 華視、八大綜合台           | 海派甜心         | 陳寶茱         | 第一女主角 |
| 2011 | 台視、三立都會台           | 醉後決定愛上你   | 林曉如         | 第一女主角 |
| 2011 | 台視、八大綜合台、湖南衛視 | 陽光天使         | 陽光           | 第一女主角 |
| 2014 | 湖南衛視                   | 一見不鍾情       | 費洛洛         | 第一女主角 |
| 2016 | 台視、八大綜合台           | 植劇場－荼蘼     | 鄭如薇         | 第一女主角 |
| 2018 | 台視、八大綜合台           | 前男友不是人     | 黎親愛         | 第一女主角 |

## 迷你劇集／電視電影
| 年份 | 播出頻道 | 劇名               | 飾演   | 備註 |
| 2016 | 公視     | 滾石愛情故事－愛情 | 陳麗心 |      |
| 2019 | 中視     | 握三下，我愛你     | 刘立立 |      |

## 電影
| 年份 | 片名                   | 飾演             | 角色           | 備註 |
| 2001 | 初戀嗱喳麵             | Carlily          | 第一女主角     | 第一次拍電影，也是首次拍摄香港電影 - 電影改編自香港商業電台同名廣播劇 - 廣播劇中角色由香港天后陳慧琳聲演 |
| 2007 | 刺青                   | 小綠             | 兩大女主角之一 | 女同志電影                                                                                               |
| 2010 | 童眼                   | Rainie           | 第一女主角     | 香港電影，再次跟余文樂演情侶                                                                             |
| 2012 | 再一次心跳             | 楊小羽           | 第一女主角     | 第一部微電影，網路播出: 2012年4月10日土豆網攝線。 2012年4月14日Youtube羅志祥專屬頻道                     |
| 2012 | 想幸福的人             | 陳佑嵐           | 第一女主角     | 微電影，網路播出: 2012年8月23日Youtube楊丞琳專屬頻道 2012年8月23日YAHOO奇摩名人娛樂                      |
| 2013 | 色·情                  | 楊丞琳           | 第一女主角     | 微電影，網路播出: 2013年12月23日YoutubeZOOM NONIE頻道                                                    |
| 2014 | 極光之愛               | 王亞曦（艾莉莎） | 第一女主角     | 2014年金马国际影展开幕片                                                                                 |
| 2017 | 紅衣小女孩2            | 李淑芬           | 第一女主角     | 2015台灣恐怖電影紅衣小女孩續集                                                                           |
| 2018 | 人面魚：紅衣小女孩外傳 | 李淑芬           | 客串           | 第二段片尾彩蛋                                                                                           |
| 2021 | 我沒有談的那場戀愛     | 南之仰的前女友   | 客串           | 聲音演出                                                                                                 |
| 2021 | 靈語                   | 陳慧嵐           | 女配角         | |

## 電影配音
| 年份 | 片名 | 角色   |
| 2006 | 《》 | 小負鼠 |

## MV演出
| 年份 | 歌名              | 原唱者     |
| 2004 | 《小丑魚》        | 羅志祥     |
| 2012 | 《今天你最漂亮》  | 羅志祥     |
| 2014 | 《打呼》          | 潘瑋柏     |
| 2017 | 《不變》          | 魏晨       |
| 2021 | 《Forever Young》 | 闪光的乐队 |

## 主持作品
| 年份                 | 頻道                                           | 節目名稱                                       |
|                      | 年代MUCH台                                     | 《娛樂2001》                                   |
|                      | 年代MUCH台                                     | 《暑假大不同》                                 |
|                      | 年代MUCH台                                     | 《Much game玩風》                              |
|                      | 中視                                           | 《遊戲王朝》                                   |
| 2002年9月－2007年1月 | 中視                                           | 《我猜我猜我猜猜猜》                           |
|                      | 中視                                           | 《SARS公益演晚會》                             |
|                      | 中視                                           | 《康熙來了》（代班主持）                       |
|                      | 東風衛視                                       | 《2003－2004跨年晚會》                         |
|                      | 東風衛視                                       | 《亞洲新紅人》                                 |
|                      | 東風衛視                                       | 《亞洲娛樂通》                                 |
|                      | 東森電視                                       | 《娛樂心新聞》                                 |
|                      | 緯來                                           | 《J-MODE獨賣店》                               |
|                      | 緯來                                           | 《我的麻吉情人》                               |
| 2009年1月23／1月30日 | 中視                                           | 《超級星光大道-第四季》(代班主持)              |
| 2020年               | YouTube、ETtoday新聞雲、中天電視、台視、愛奇藝 | 《菱格世代Dancing Diamond 52》（擔任首席導師） |
| 2022年               | 快手                                           | 《聲聲如夏花》（擔任主播經理人）               |
| 2022年               | 騰訊視頻                                       | 《沸騰校園》（擔任沸騰輔導員）                 |